# Катрин Мениг
Катрин Мениг (на английски: Katherine Moennig), известна като Кейт Мениг е американска актриса, известна с ролята си на Шейн МакКъчън в „Ел Връзки“.

## Биография
Мениг е родена във Филаделфия, Пенсилвания, дъщеря е на бродуейската танцьорка Мери Зан и майсторът на цигулки Уилям Мениг. Тя също така е племенница на актрисата Блайт Данер и братовчедка на Гуинет Полтроу.
Мениг се мести в Ню Йорк, когато е на осемнадесет и учи в Американската акамедия за драматични изкуства. Там тя започва кариерата си като модел, като същевременно се изявява и на театралната сцена.
През 1999 г. играе главната роля в клипа „Is Anybody Home?“ на групата „Our Lady Peace“.
Първата ѝ голяма роля е в телевизионния сериал „Young Americans“, в който играе Джейк Прат, момиче, което влиза в Академията за момчета Роли, като се представя за момче, а накрая се влюбва в Хамилтън (Иън Зомърхолдър), сина на декана.
Участва в продукции като „As You Like It“, „Love Letters“ и „The Two Gentlemen of Verona“. Участва в криминалната поредица „Ray Donovan„.
Мениг е изпълнявала доста лесбийски роли. Най-известната е тази на Шейн МакКъчън в сериала „еЛ Връзки“. Тя също така се появява като лесбийка-художничка, бивша приятелка на героинята на София Майлс, във филма „Art School Confidential“. Все пак Катрин Мениг остава известна основно с ролята си на Шейн в „еЛ връзки“ и дори на интервюта често се обръщат към нея с Шейн.
През 2017 г. пуска първата си аудиокнига, The Late Show от Майкъл Конъли.
През 2019 г. отново се връща на екран – в ролята на Шейн МакКъчън в продължението на „Ел Връзки“ – „Ел връзки: Поколение отвъд етикета“.

## Личен живот
Мениг има германски, шотландски и ирландски произход. Като дете майка ѝ я нарича scout – „разузнавачка“. Катрин е атлетична – играе софтбол, тренира бокс и обича да ходи на риболов. Стопанка е на няколко кученца, за които обича да споделя в социалните си мрежи. Катрин има музикални интереси – тя работи заедно с Камила Грей в DJ група.
През 2017 г. сключва брак с музикантката Ана Резенде.